# Joint de chaussée
Un joint de chaussée, ou joint de dilatation, est un dispositif permettant d'assurer la continuité de la circulation au droit d'une coupure du tablier d’un pont. Il permet, notamment, à la structure de se dilater en fonction de la température (ou de l’hygrométrie pour les structures en bois), des effets du trafic et des effets propres à chaque matériau sans subir de gêne lors de ces déplacements.
Lorsque les tabliers sont très longs, des joints intermédiaires sont prévus pour limiter l'amplitude des variations de longueur dues à la température ou aux effets différés dans le cas des structures en béton (retrait, fluage) et l'intensité des efforts transmis en tête des appuis. La longueur maximale de tablier continu sans joint de dilatation est couramment de l'ordre de 500 à 600 m. Le record de tablier sans joint est toutefois détenu par le viaduc du Loing sur l’autoroute A19 dont la longueur est de 1 008 m.

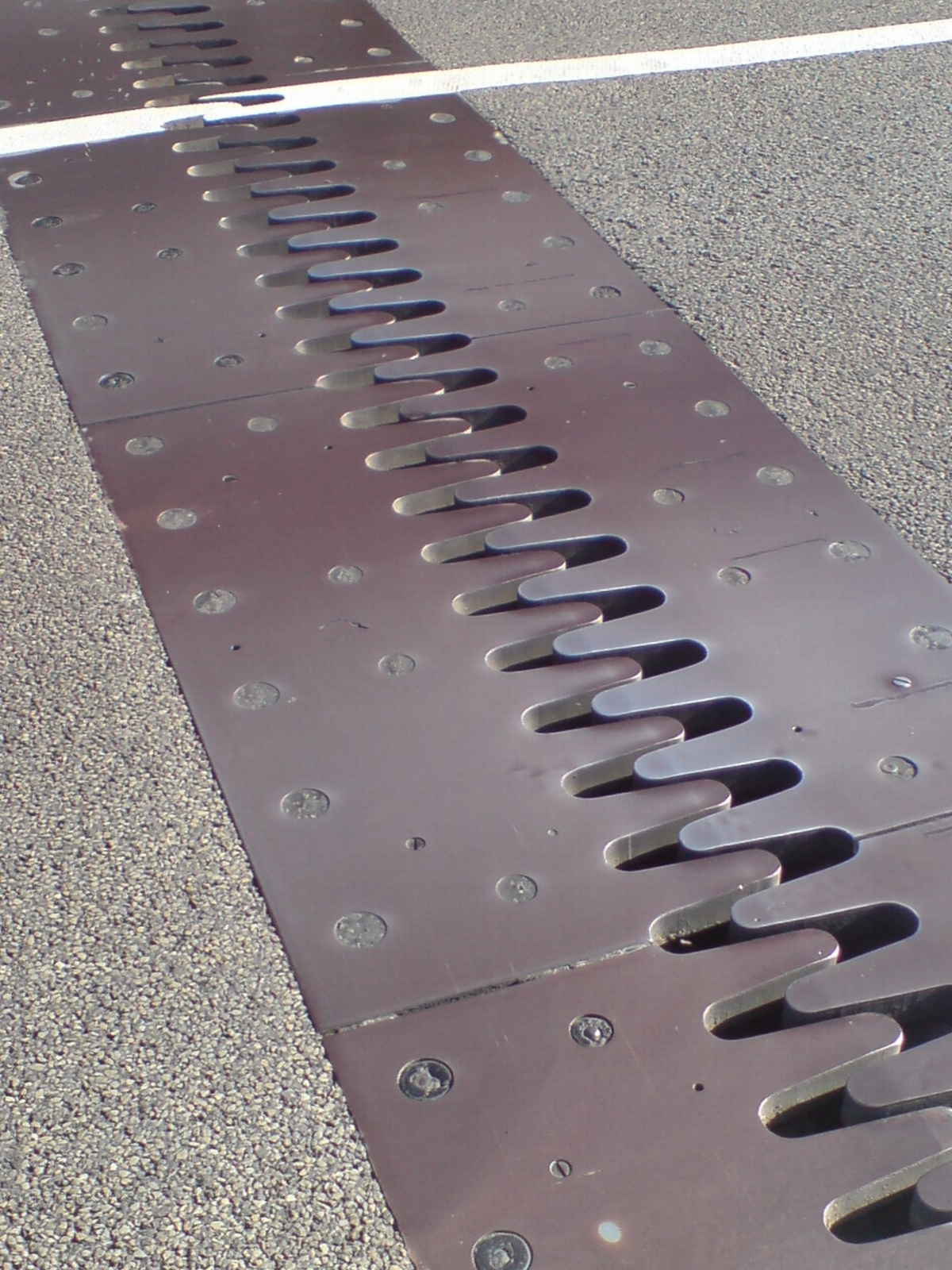
joint à peigne à dents arrondies

## Propriétés requises pour un joint
Un joint doit avoir les propriétés suivantes :
- Assurer la liberté de mouvement du pont;
- Donner une continuité de la surface de roulement
- Ne pas être une source de bruit et de vibration ;
- Avoir une bonne étanchéité ou une bonne évacuation des eaux.

## Utilisation des joints

Positionnement des joints selon le type de pont
haut : pont à poutres à travées indépendantes
milieu : pont à poutres à travée continue
Bas : Pont suspendu

Un joint est nécessaire sur un pont, un viaduc ou une passerelle dans tous les cas où il y a possibilité de mouvements relatifs entre deux éléments de structure de l'ouvrage et quand la zone du mouvement affecte la chaussée supportant la circulation .
Seules les structures en voûte, en cadre fermé ou en portique ouvert ne comportent pas de joints de chaussées en raison des faibles portées mais surtout parce qu'elles sont encastrées sur leurs appuis.
Le joint est d'autant plus complexe que les mouvements relatifs sont importants et qu'il est plus ou moins affecté par le trafic routier.
Le joint peut ne pas être apparent et il est alors recouvert par le matériau de la chaussée. C'est une disposition qui n'est possible que si le revêtement peut accepter les mouvements de dilatation et de contraction. Le joint est alors réduit à sa plus simple expression technique et économique ; mais, techniquement, l'ouvrage comporte un joint de chaussée.

## Le souffle
On appelle "souffle", ou parfois "jeu", d'un joint le déplacement relatif maximal prévisible des deux éléments en regard, mesuré entre leurs deux positions extrêmes.

### Mouvements de liberté
Le modèle de joint devra satisfaire aux trois degrés de liberté correspondant aux trois directions du déplacement relatif des deux éléments par rapport à l'axe de la voie : longitudinale, transversale et verticale.
La composante longitudinale est, en général, la plus importante. Elle représente les mouvements de contraction et d'extension réversibles ou non de la structure sous l’effet de la température, du retrait ou d’un autre phénomène.
La composante transversale apparaît dans le cas d'ouvrages courbes ou biais et elle est la conséquence d'une déformation particulière du tablier (sous l'action de la température surtout) et de l'effet du trafic (force centrifuge et freinage). Dans le cas de grands ponts suspendus ou à haubans l'action du vent peut être sensible dans la valeur 1re cette composante.
La composante verticale est faible, mais pas négligeable.

### Détermination du souffle
Les éléments ou paramètres nécessaires à la détermination du souffle du joint sont la température, le retrait, le fluage, le coefficient de dilatation thermique, les actions.

#### Dilatation due à la température
La variation de longueur en fonction de la température moyenne d'une structure sans contrainte, part la plus importante du souffle, résulte de l'expression :
où {\displaystyle \Delta l} est la modification de la longueur, l est la longueur dilatable, {\displaystyle \lambda } est le coefficient de dilatation, et {\displaystyle \Delta T} la différence de température, en degrés Celsius.
La longueur dilatable est connue avec précision. Le coefficient de dilatation couramment admis pour le béton armé est 10−5.
L'écart de température est quant à lui fonction de nombreux paramètres comme : la latitude, l'altitude, la zone géographique, l'environnement du site, etc. En France, à défaut de justifications précises, les textes considèrent des variations de températures de +30 °C à −40 °C, en supposant une température initiale à l'origine de la construction comprise entre +5/+8° et +14/+15 °C et un coefficient de dilatation forfaitaire du béton armé de 10−5. En d'autres termes, la plage de température s'étale de -27°/−30 °C à +38°/+47 °C. Dans la pratique, le projeteur utilisera les relevés météorologiques nationaux pour une première approximation, puis locaux pour affiner.
Si l'ouvrage est courbe la valeur de {\displaystyle \Delta l} est fonction du rayon de courbure, de même que la direction du déplacement qui n'est pas obligatoirement suivant une tangente à la courbe de l'ouvrage, sauf si les culées de l’ouvrage comportent des butées de limitation de déplacement transversal. En outre la longueur dilatable à prendre en compte n'est pas la longueur développée courbe, mais une longueur nettement inférieure.
Pour les ouvrages biais, la valeur de {\displaystyle \Delta l} est la résultante de deux composantes du mouvement : suivant une perpendiculaire à l’axe du joint et suivant une parallèle au joint.
Les écartements dus au retrait ou au fluage du béton sont très faibles.
Une méthode rapide (mais exacte) pour calculer les souffles est la suivante (pour la France métropolitaine, donc avec les valeurs moyennes de température citées ci-dessus) : vous multipliez la demi longueur de l'ouvrage (en mètres) par 0,7 pour les ponts en béton ou précontraints ou par 1 pour les ponts métalliques; le résultat est en millimètres : exemple : un pont de 40 m de long en béton : 40/2=20 donc 20*0.7=14 mm de souffle par joint. Cela permet de déterminer rapidement quel est la gamme de joint dont on aura besoin.

## Étanchéité de l'ouvrage
La présence d’une couche d’étanchéité dans les ouvrages d'art a trois incidences sur les joints nécessite d’assurer la continuité de l'étanchéité de l'ouvrage au ras du joint, dans le vide du joint, dans le caniveau et dans la bordure de trottoir.

### Étanchéité au ras du joint
Lorsque l’étanchéité générale de l’ouvrage est en asphalte ou en feuille de bitume armé préfabriquée, il est indispensable que des dispositifs appropriés et efficaces soient réalisés sur tous les bords de l’étanchéité pour éviter que les eaux de ruissellement ne puissent s'infiltrer sous la chape, où, par cheminement, elles contamineraient tout ou partie du tablier.
La technique classique, c'est-à-dire le relevé d'étanchéité dans une engravure, n'étant pas possible le long du joint, il a fallu rechercher des dispositifs adaptés à chaque joint et qui permettent de résoudre ce problème.

### Étanchéité dans le vide du joint
La plupart des joints sous revêtement ne laissent traverser qu'une faible partie des eaux de ruissellement et dans la majorité des cas, notamment en rase campagne, un simple drainage de la surface de l’appui sous-jacent donne une solution satisfaisante.
Dans le cas des joints pour trafic élevé (T0 ou T1 en France), certains modèles peuvent être considérés comme étanche à l’eau, pour d'autres modèles il est nécessaire de prévoir un dispositif de recueil des eaux passant à travers le joint.

### Continuité de l’étanchéité au droit du trottoir
Ainsi sur les autoroutes de rase campagne et les voies rapides, dans la majorité des cas, il est possible de poursuivre le joint de chaussée jusqu'à la corniche.

## Typologie

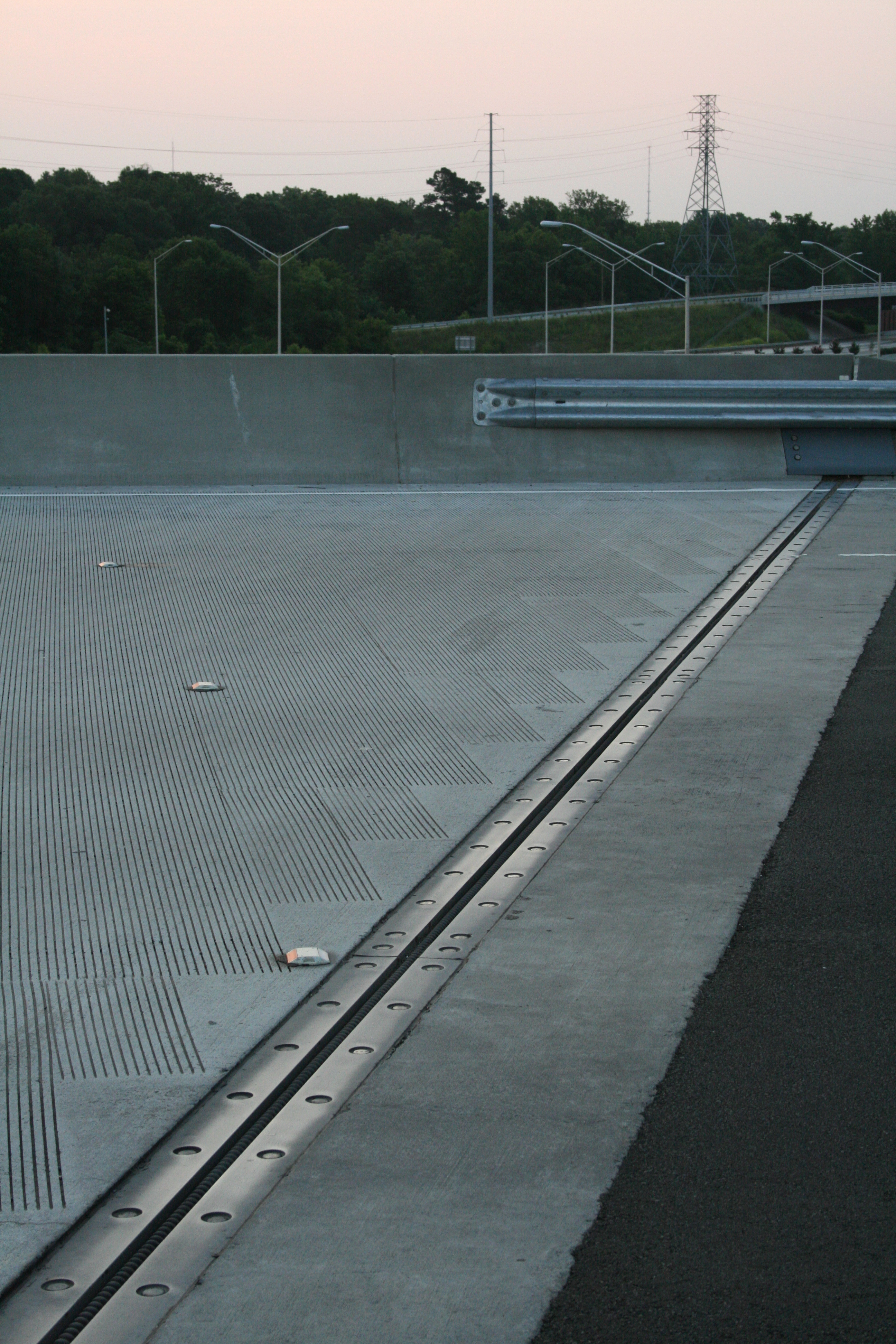
joint à hiatus

Depuis les années 1980, les joints de chaussées sont classés en quatre grandes familles :
- Joint non apparent à revêtement, normal ou amélioré,
- Joint à hiatus (ou à lèvres) et remplissage du vide par un produit élastique,
- Joint à pont en porte à faux,
- Joint à pont souple, appuyé ou en bande,

La réglementation européenne en cours d’élaboration distinguera six familles :
- Joint sous revêtement,
- Joint à revêtement amélioré,
- Joint à un seul hiatus,
- Joint à matelas,
- Joint cantilever,
- Joints à plaques appuyées,
- Joint modulaire,

### Joint non apparent à revêtement normal

Joint non apparent à revêtement normal

Le pontage au-dessus du vide se fait par diverses solutions d'un intérêt secondaire car le domaine d’emploi est surtout limité par les possibilités du revêtement à supporter la compression et surtout la traction. C'est pourquoi on utilise, parfois, au droit du joint, un matériau de chaussée plus performant.
Le joint non apparent à revêtement normal consiste en la mise en place d'une feuille, de cuivre ou de bitume élastomère armé, formant une lyre dans le vide du joint, fixée sur la structure et prise en sandwich dans l'étanchéité de l'ouvrage. La lyre est remplie par un mastic et le revêtement courant de la chaussée est mis en œuvre sur le joint
Il peut équiper les ouvrages supportant un trafic de 550 à 2000 poids lourds jour (T1 à T0 en France), mais il est surtout adapté au cas des trafics de 50 à 300 PLMJA (T3 et T2). La capacité de souffle d’un tel joint est limitée principalement par l'aptitude du revêtement à supporter les sollicitations alternées de traction et de compression. Le souffle est limité à 5 à 10 mm maximum sous un trafic T0 et T1 et 10 à 15 mm sous les autres trafics.
La chaussée au droit du joint doit obligatoirement être souple et avoir une épaisseur minimale de l'ordre de 10 cm.

### Joint non apparent à revêtement amélioré

Joint non apparent à revêtement amélioré

Le joint est ici constitué d’un revêtement enrobé spécial s’appuyant sur une plaque de pontage. Le revêtement amélioré est un enrobé composé en général d’un bitume modifié par l'adjonction de polymères.
Dans le cas du choix d’un joint à revêtement amélioré pour un joint longitudinal, il est conseillé, pour diminuer les risques de fluage, d'orniérage ou de glissance, d'adopter les dispositions suivantes :
- Diminuer les largeurs du joint et de la plaque de pontage par rapport à celles requises pour une mise en œuvre classique,
- Chanfreiner les angles des arêtes des lèvres des maçonneries pour éviter, lors des mouvements verticaux différentiels un poinçonnement de la tôle de pontage.

### Joint à lèvres

Joint à hiatus

Les joints à lèvres, antérieurement dénommés joints à hiatus (le hiatus étant le vide séparant les deux structures), comprennent en général un matériau qui comble le vide entre les lèvres. Celles-ci peuvent être en acier (profilé, fonte…), en alliage d’aluminium, en élastomère, en béton de ciment, en mortier de polymère thermodurcissable (résine époxy par exemple), etc.
Le remplissage du vide est assuré par un profilé en élastomère (en caisson, en V, etc.) ou en mousse d'élastomère. Celui-ci n'a qu'un rôle d'étanchéité mais non de support de la roue, sinon ce serait un joint à bande.
En général le souffle possible est limité par l’importance du hiatus tolérable pour l’usager et par les chocs subis par le joint. Pour augmenter le domaine d'emploi on est alors conduit à multiplier les modules de base.

### Joint à peigne en console

Joint cantilever

Le joint cantilever, ou joint en porte-à-faux ou joint en console, est constitué de deux parties métalliques symétriques en forme de peigne, complétées par une plaque de caoutchouc extrudé sous-jacente permettant d’assurer l’étanchéité.
Les dents du peigne peuvent avoir plusieurs formes : triangulaires, trapézoïdales ou arrondies. La présence de dentures triangulaires permet l'emploi de ce joint sur des ouvrages d'un biais allant jusqu'à 20 gr.

### Joint à pont appuyé

Joint à pont appuyé

Les joints à pont appuyé comportent un élément ancré sur un côté de la structure, souvent en forme de peigne, mais pas obligatoire, s’appuyant sur un élément ancré dans l’autre partie de la structure. Le pont peut ainsi être une tôle en acier enrobée d'une couche de caoutchouc, par adhérisation.
Le confort, sous réserve d'une pose correcte et après l'exécution du tapis, est excellent lorsqu’il y a un peigne.
Ce modèle de joint n'est pas étanche. Aussi, il doit être complété par un dispositif de recueil des eaux. Celui-ci peut être constitué par une bavette en caoutchouc pincée sous le joint et formant une gouttière dans le vide entre les maçonneries.

### Joint à pont en bande

Joint à pont en bande

Le joint utilise ici les propriétés élastiques d’une bande en élastomère (dénommée plaque pont) pour permettre les mouvements prévus de la structure.
La bande élastomère peut aussi enrober un ensemble de nervures en fonte, rigidifiant un peu le pont.
La liaison à la structure est faite par des vis prenant appui dans les nervures des éléments de joints encadrant la plaque pont.

## Comparaison des différents types
| Famille de joints          | Confort à l'usager | Robustesse | Étanchéité                                                       | Capacité de souffle                               |
| -------------------------- | --- | --- | ---------------------------------------------------------------- | ------------------------------------------------- |
| Sous revêtement normal     | Excellent | Valable sous faible trafic lourd (T2-T3 en France)                                                                     | Dépend du principe du joint                                      | - Très mauvaise                                   |
| Sous revêtement amélioré   | Excellent | Résistance à la fatigue Satisfaisante - Valable sous trafic lourd (T0 en France)                                       | Satisfaisante                                                    | - Très faible                                     |
| A hiatus, avec remplissage | Moyen, selon la distance entre lèvres - Le ressaut du véhicule peut être une source de nuisances                      | Dépend de la technique du modèle mais les chocs des roues obligent A un ancrage de qualité et à renforcer la structure | En principe satisfaisante                                        | - Tolérance par rapport au souffle nominal faible |
| en porte à faux            | En général excellent car ces joints ont presque toujours un peigne                                                    | - Bonne tenue sous trafic T0                                                                                           | Étanche ou nécessite l'ajout d'un dispositif de recueil des eaux | - Très bonne                                      |
| A pont souple appuyé       | En général très bon surtout avec un peigne, ce qui est très fréquent                                                  | Le pont subit de nombreuses sollicitations qui entrainent une fatigue. Comportement moyen sous trafic T0               | Nécessite l'ajout d'un dispositif de recueil deseaux             | - Très bonne                                      |
| A pont souple en bande     | Variable selon la conception de la bande subissant les mouvements du souffle - Bruit parfois signalé comme importants | - Usure prématurée de la bande                                                                                         | en principe satisfaisante                                        | - Tolérance par rapport au souffle nominal faible |

## Pose des joints mécaniques
Le confort des usagers dépend d'une part du bon nivellement des arêtes (en général métallique) au niveau supérieur de la couche de roulement et d'autre part de la pérennité des ancrages du joint liée aux sollicitations dues aux chocs engendrés par le trafic.
Or l’expérience montre qu'il est difficile de très bien régler un tapis en béton bitumineux sur l’arête d'un joint. C’est pourquoi on procède la plupart du temps au calage du joint après revêtement en réglant celui-ci sur le revêtement.

### Différents types de pose
La pose du joint après la mise en œuvre de l’étanchéité et du revêtement peut se faire au moins suivant quatre dispositions dont les principes sont les suivants,.
- pose des ancrages dans une feuillure réservée lors du bétonnage, cas le plus courant,
- joints posés en ossature gabarit, par scellement des ancrages dans des trous forés dans le béton,
- joints liaisonnés à la structure par scellement d’acier passifs,
- joints liaisonnés à la structure par collage.

### Pose en feuillure

#### Réservation
Les maçonneries sont réalisées en ne coulant pas une section à chaque extrémité de la dalle et/ou de la culée (ou mur garde-grève). Des armatures en attente sont prévues pour assurer la liaison entre le béton de l’ouvrage et celui assurant l'ancrage du joint.
Pour permettre la circulation, une planche est déposée au-dessus du vide entre les maçonneries et la réservation est remplie par un matériau facile à déposer ultérieurement

#### Mise en place du ferraillage complémentaire et coffrage
Une fois réalisé, le revêtement est scié de part et d'autre du joint pour dégager la zone de pose.
Le ferraillage de la feuillure est réalisé et relié aux aciers en attente de l’ouvrage conformément aux règles en vigueur. Ce ferraillage va permettre d'armer cette zone de béton très fortement sollicitée.
Le polystyrène, facile à découper et à déposer, est utilisé pour le coffrage. Toutefois pour les joints de souffle supérieur à 8 cm, la réalisation d'un sandwich de polystyrène et de contreplaqué est recommandée,.
Les ancrages sont ensuite positionnés.

#### Bétonnage/coulage des joints
Le remplissage de la réservation peut être fait avec divers matériaux :
- du béton prêt à l’emploi,
- du mortier à base de liant hydraulique,
- du mortier à base de liant résine,
- un enrobé amélioré à base d’un liant (bitume modifié par adjonction de polymères) et de granulats.

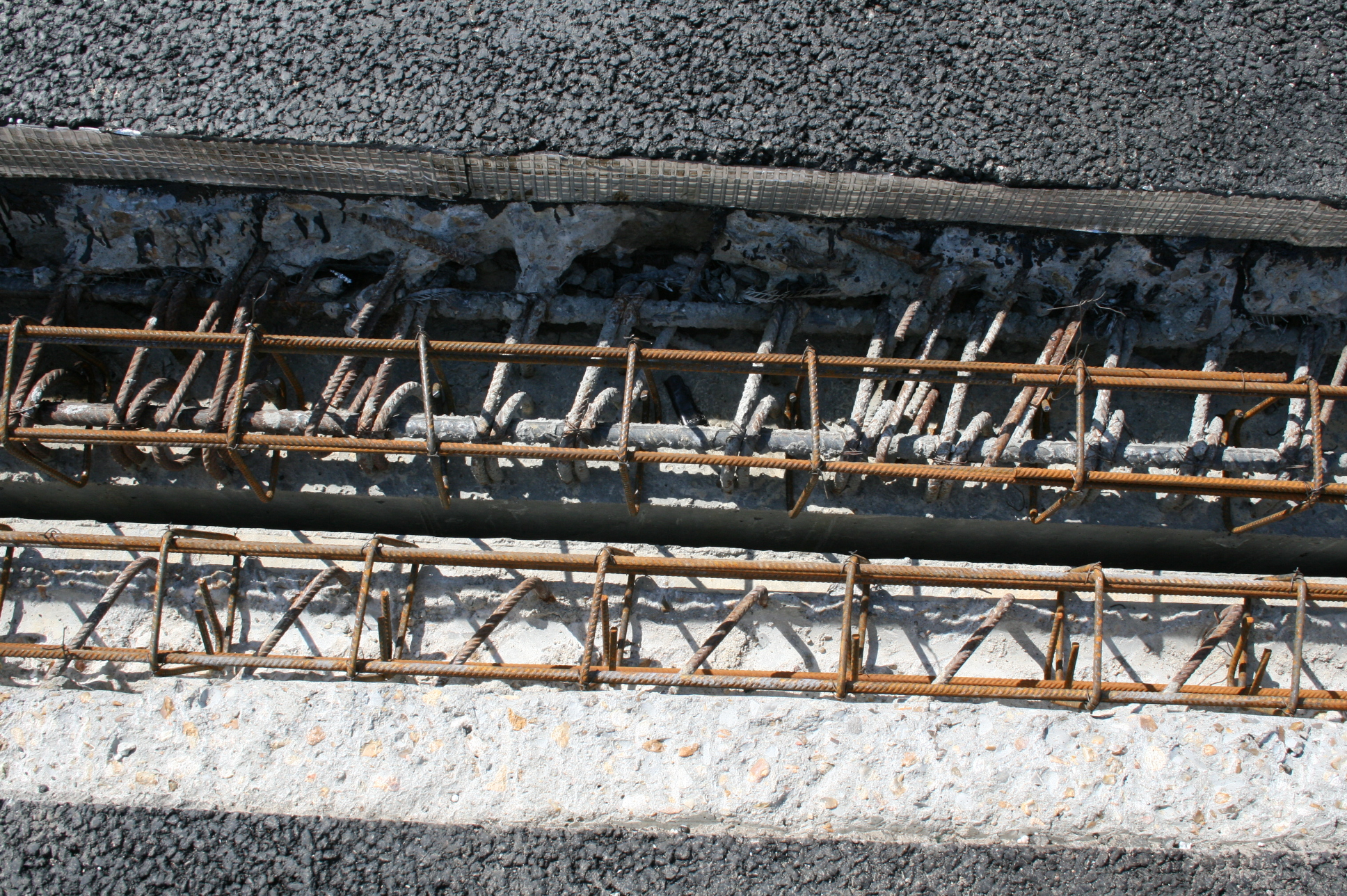
Réservation réalisée. Les aciers de la structure laissés en attente et le ferraillage complémentaire posé. Le vide entre les deux structures est ici de l'ordre de 3 cm.
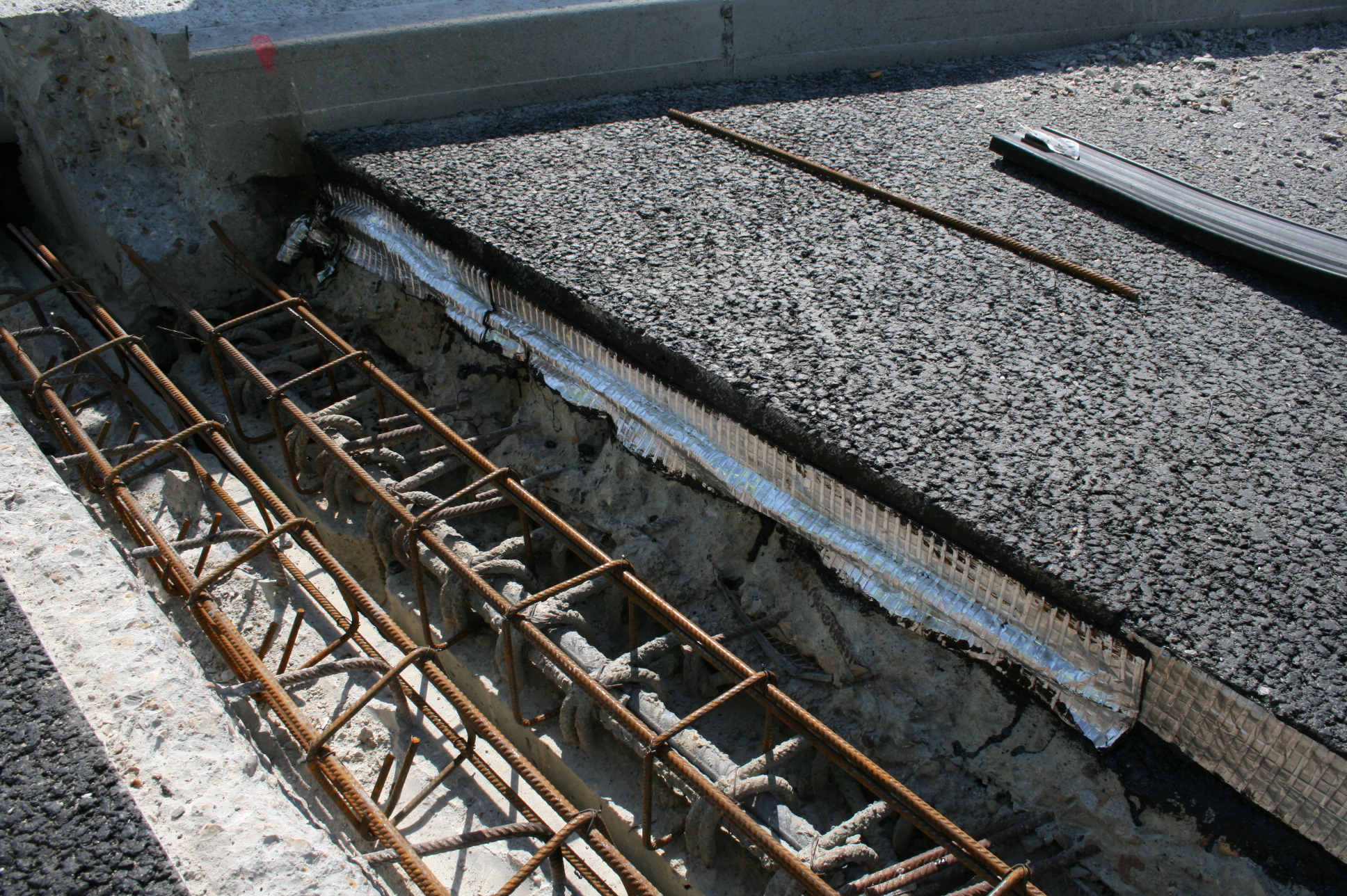
L'enrobé a été découpé à la scie et une feuille d'étanchéité a été collée sur son bord.
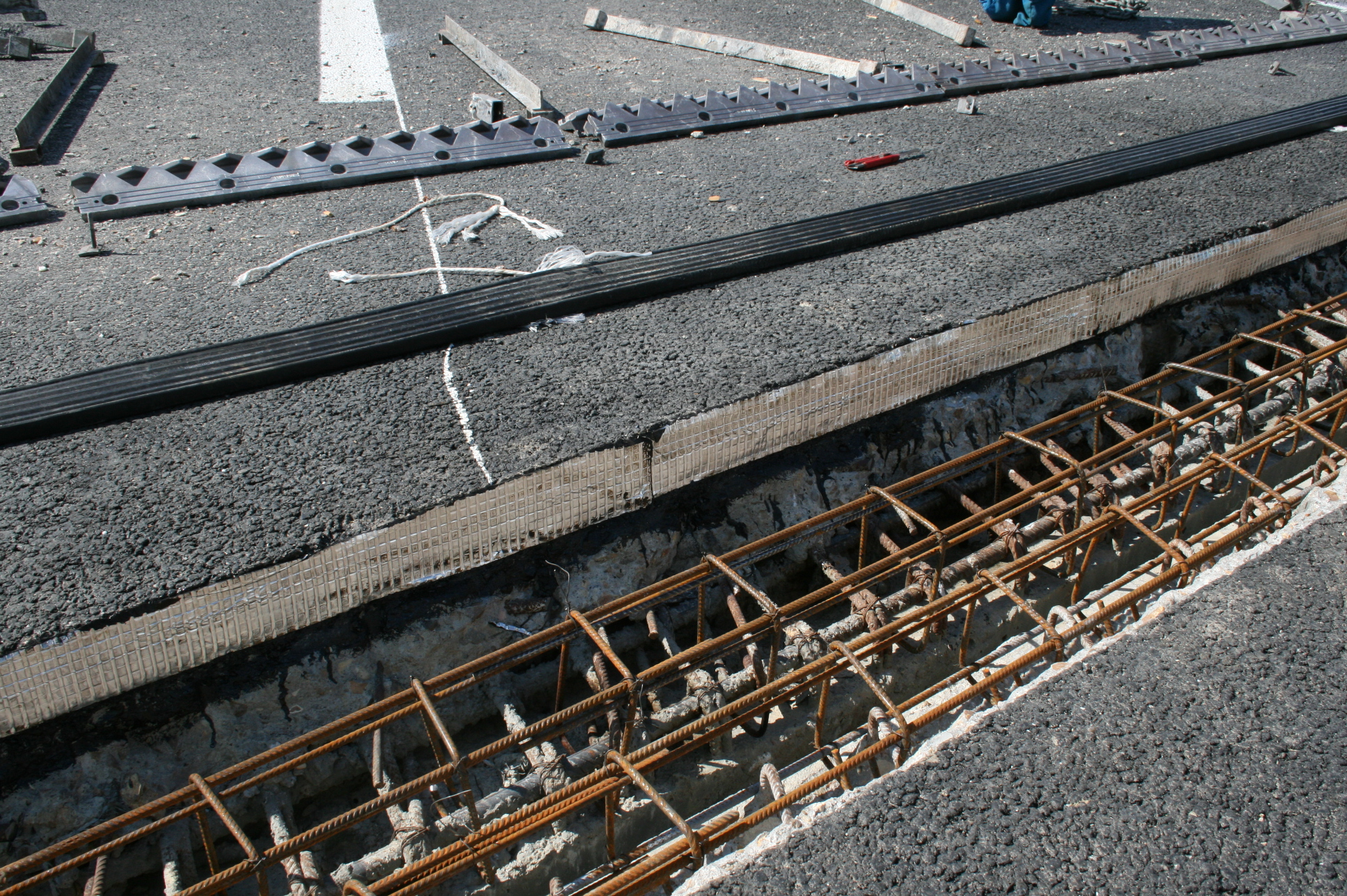
Préparation des pièces avant la pose : bande élastomère et éléments de peigne.
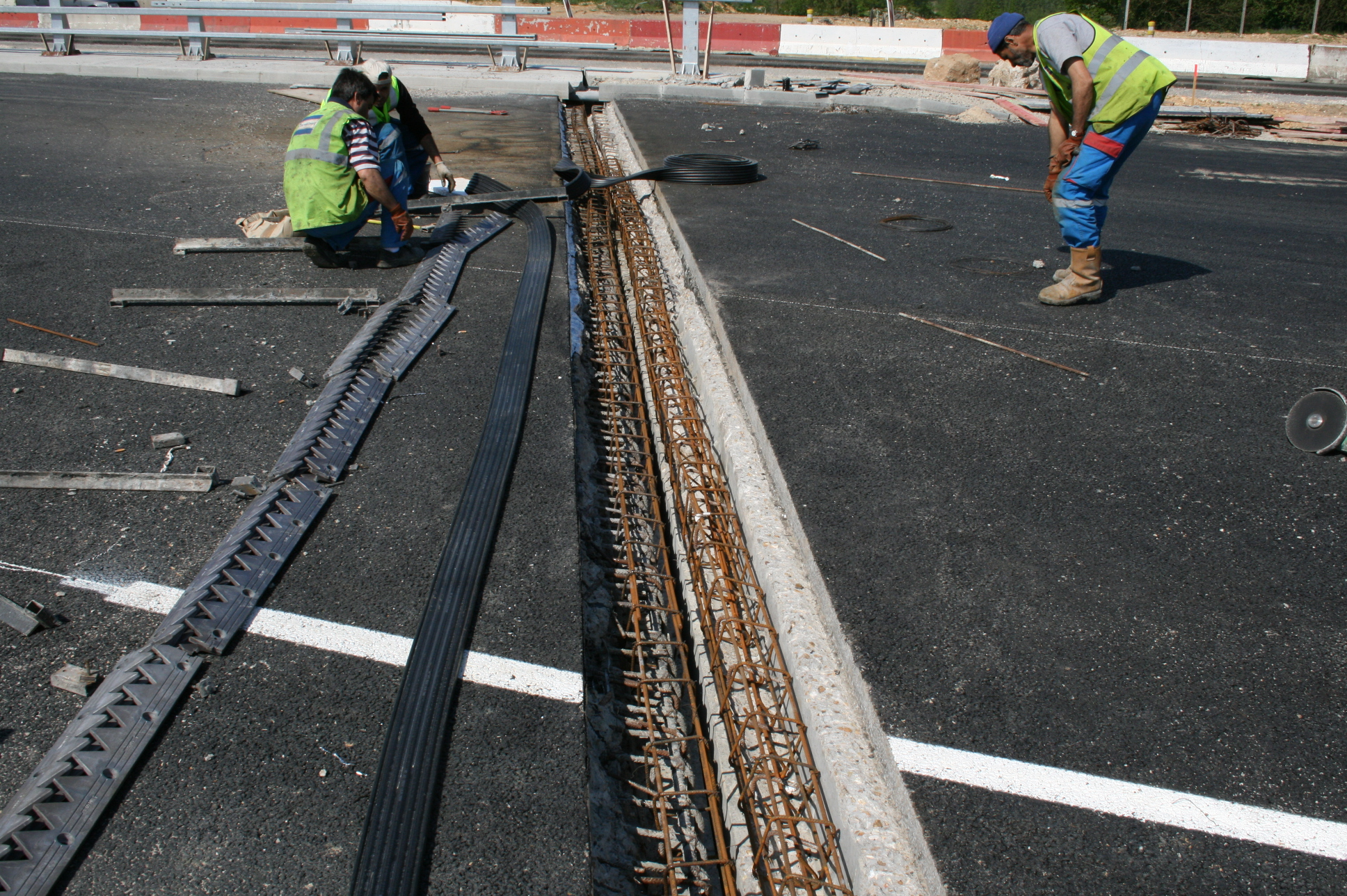
Alignement des éléments de joint.
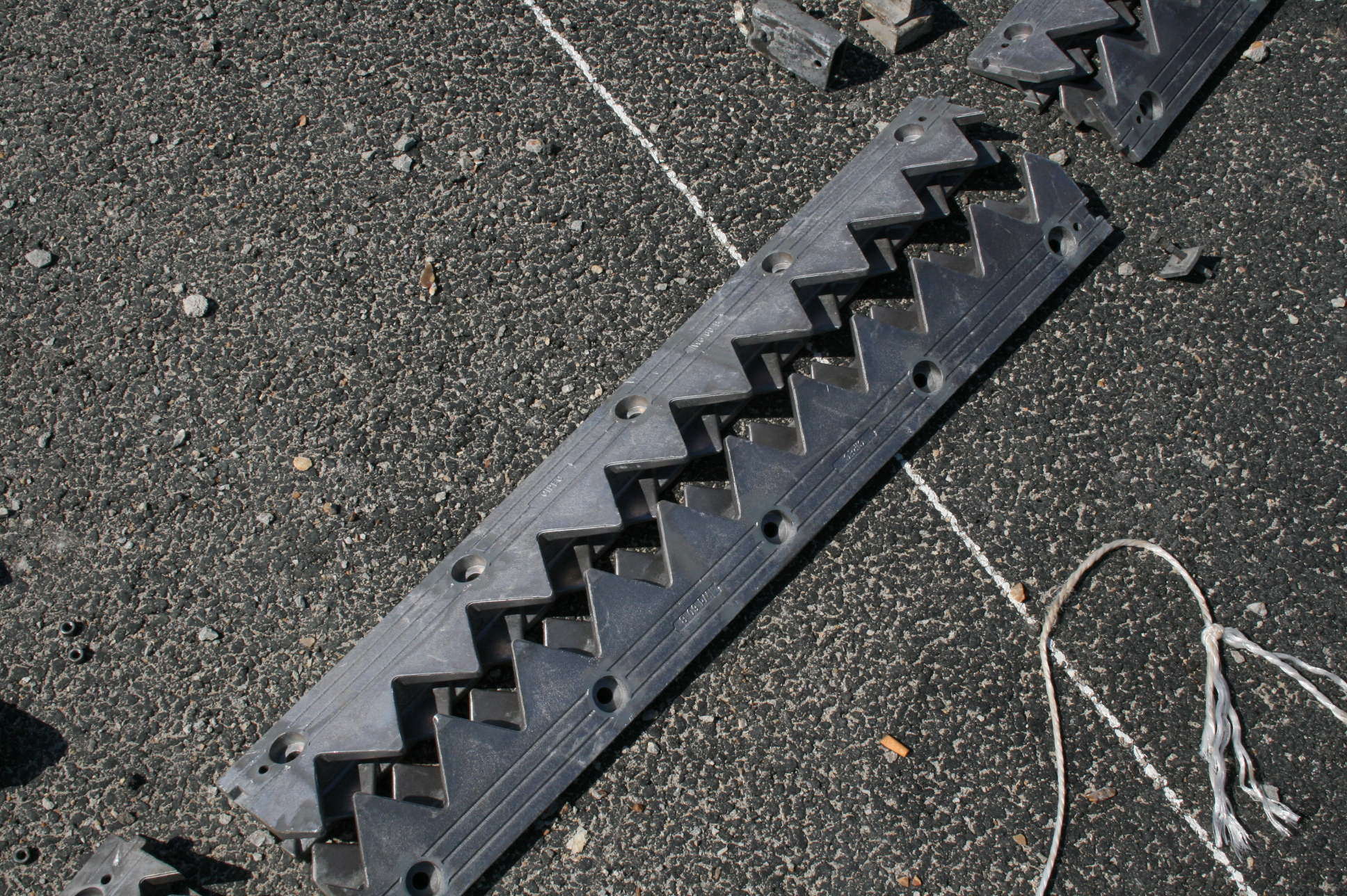
Éléments de peigne, à dents triangulaires, en pièces détachées
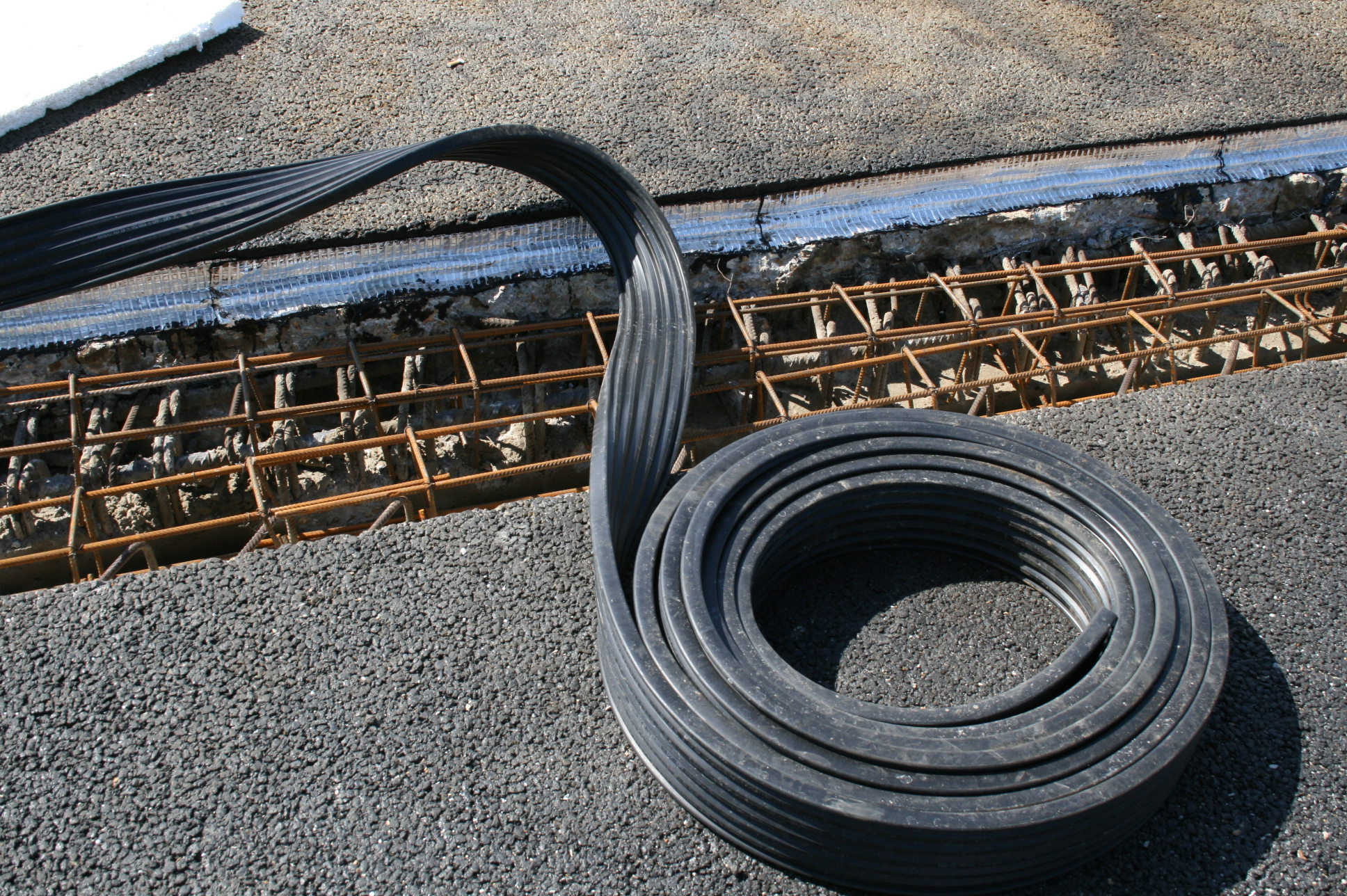
Déroulement de la bande d'élastomère qui assurera l'étanchéité en dessous du peigne.
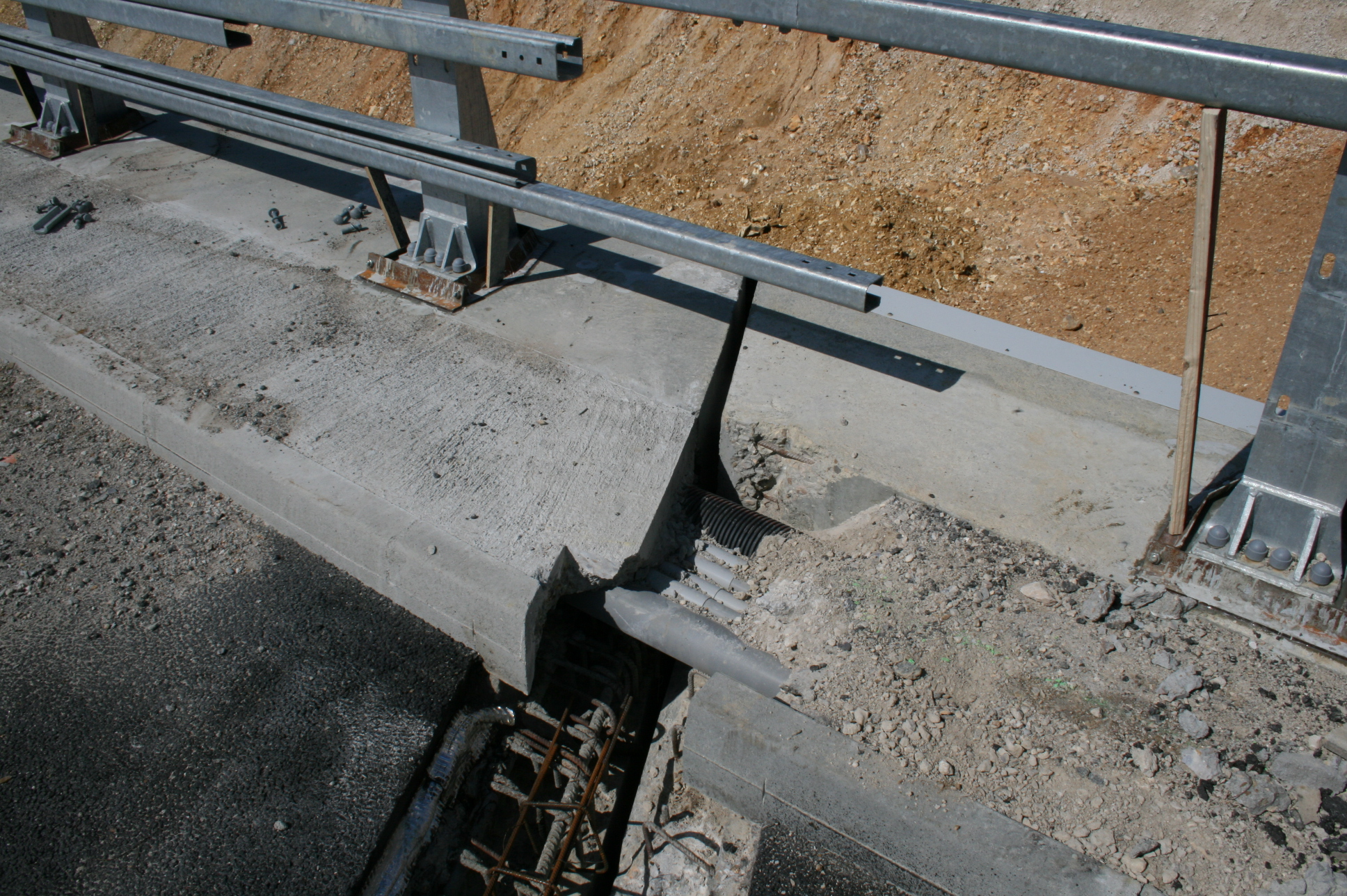
Réservation dans le trottoir pour permettre d'assurer la continuité du joint de chaussée.
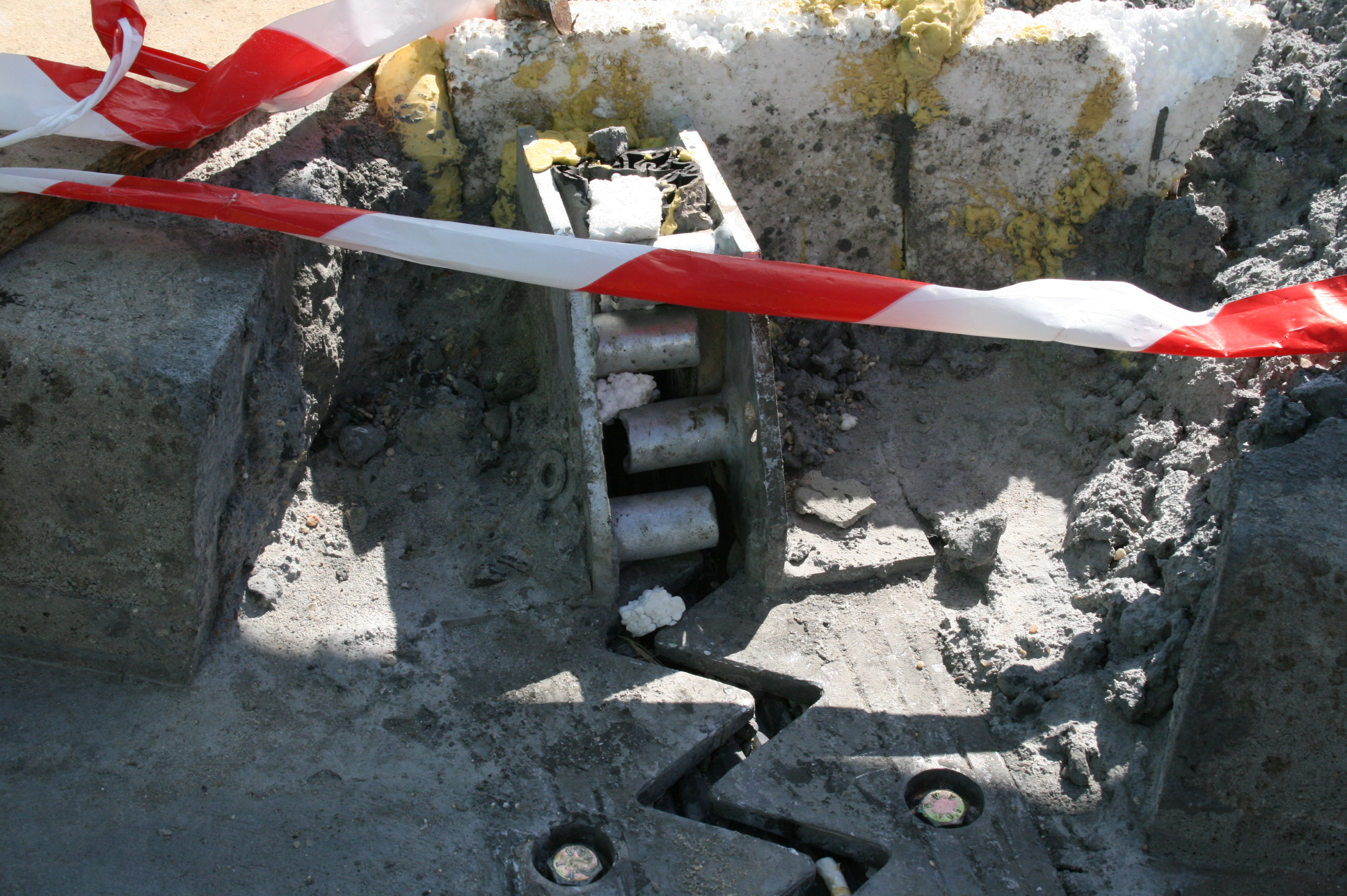
Joint de trottoir, avec butées métalliques
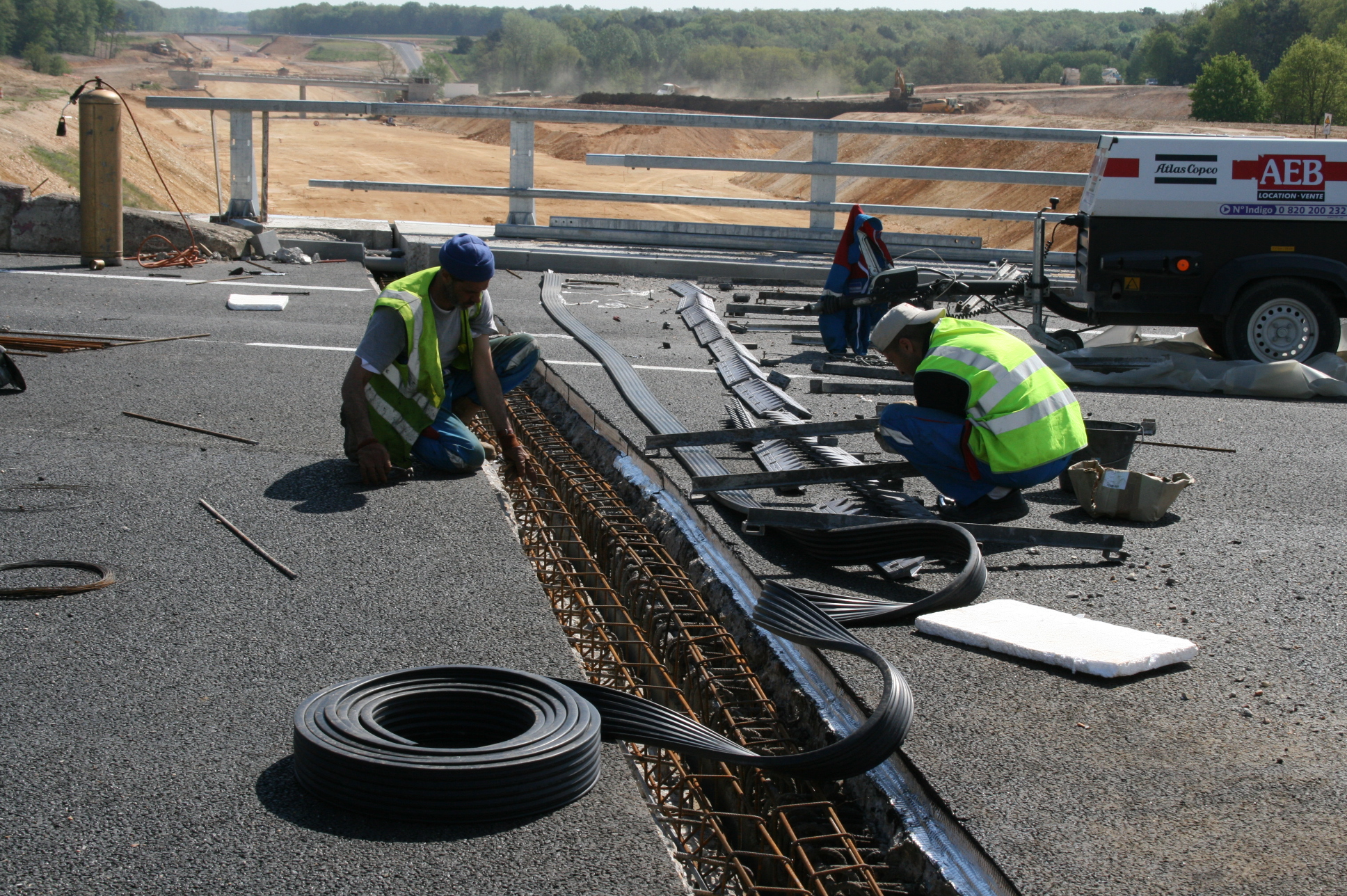
Préparation pièces de finition. Noter les autres ponts en construction en perspective dans le cadre de la construction de l'autoroute A19
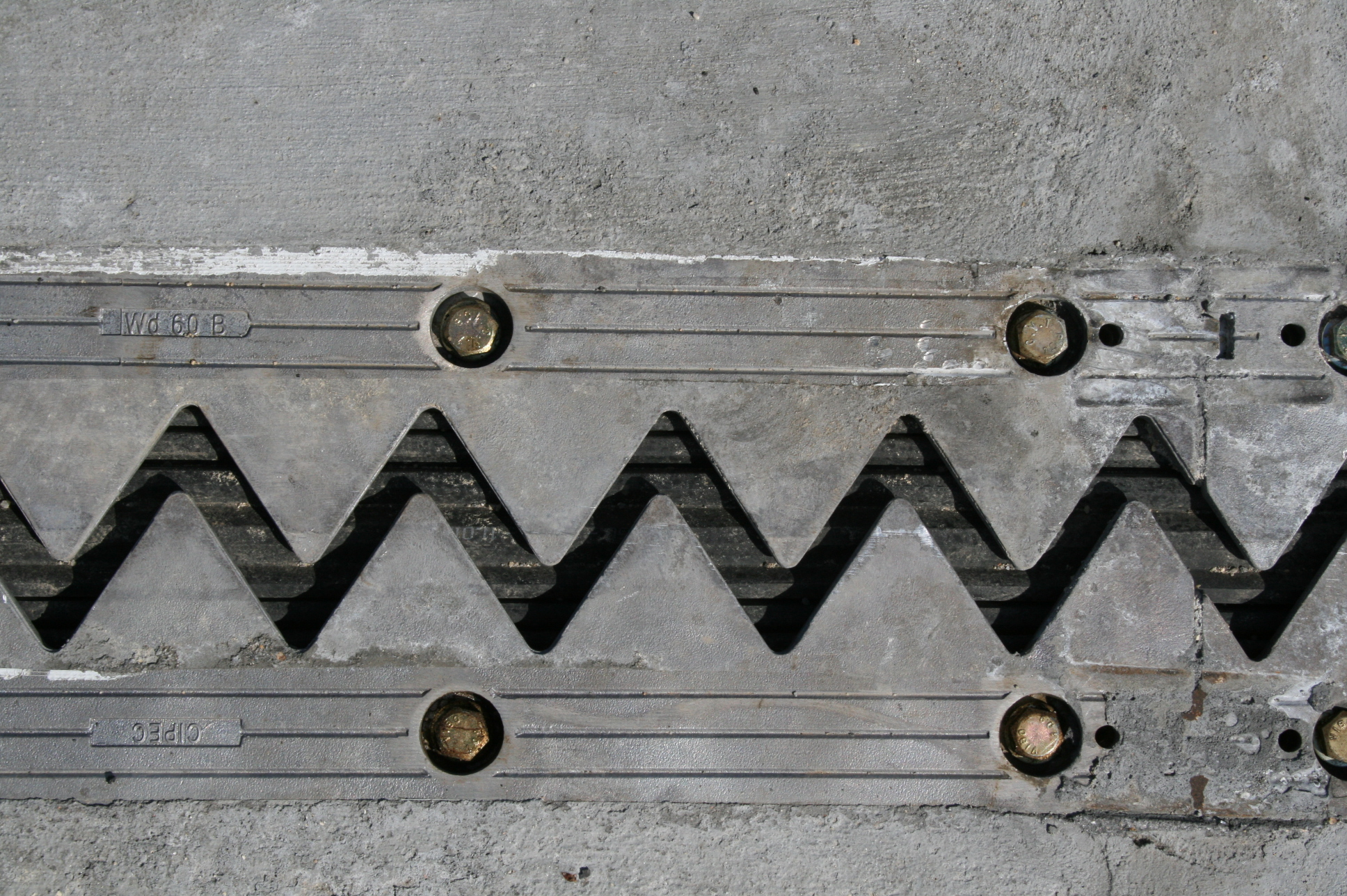
Vue rapprochée du joint, la bande d'élastomère apparaît sous les dents du peigne
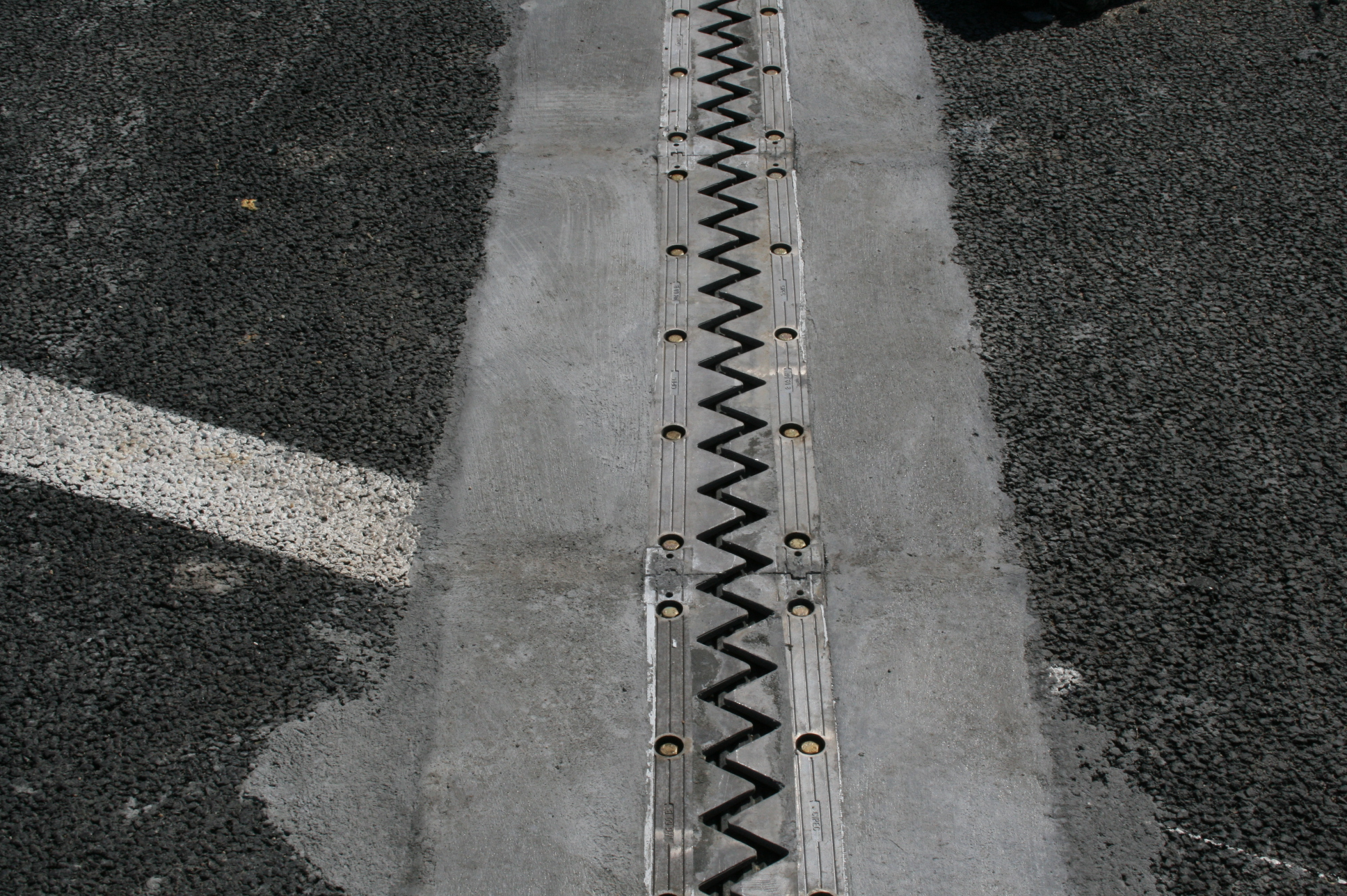
La finition de surface est faite avec un mortier de ciment
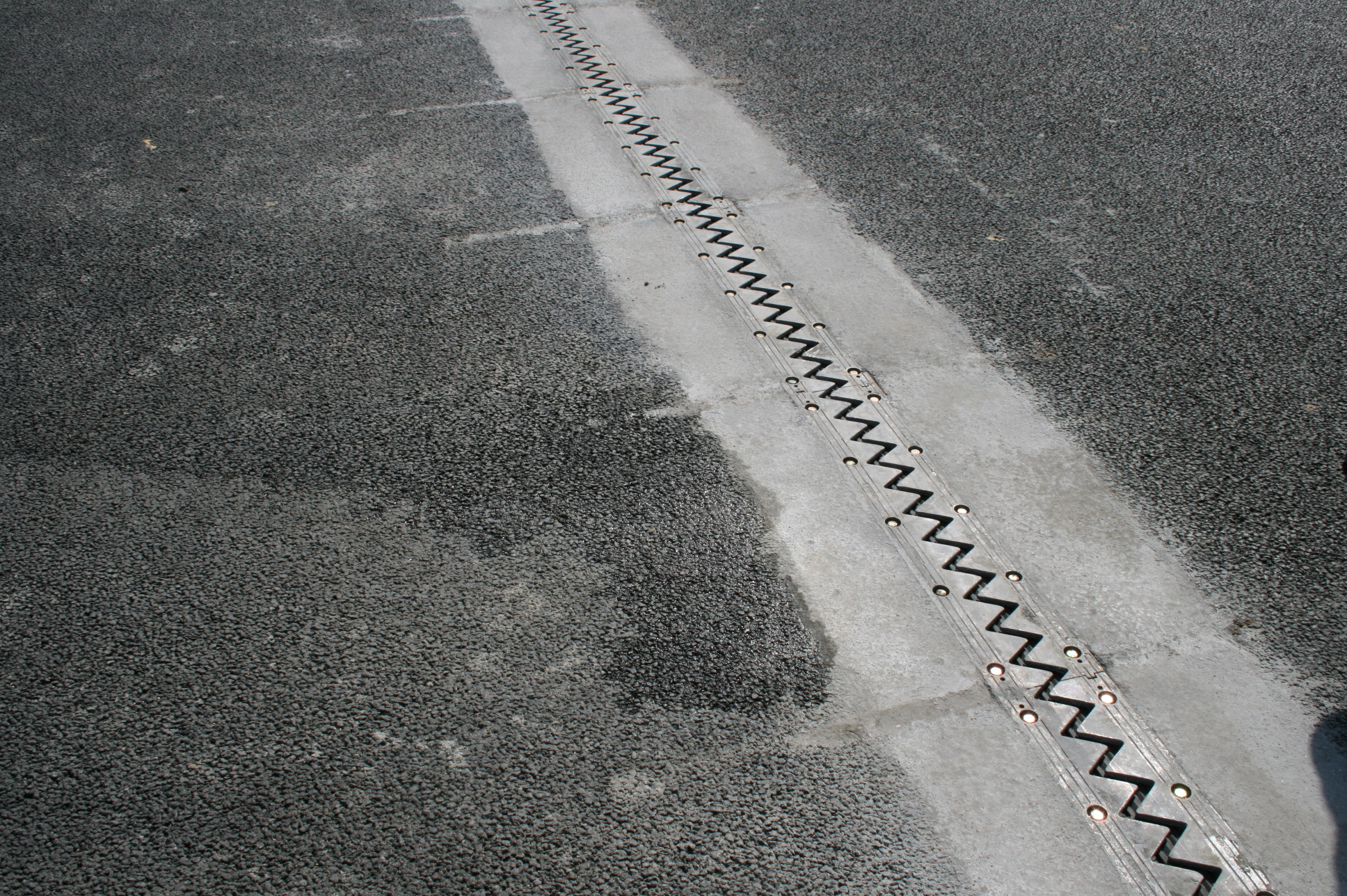
Joint fini